# Raphael Langowski
Raphael Langowski (ur. 14 września 1973 w Kurytybie) – brazylijski malarz.
Jest potomkiem polskich osadników. Zaczął malować mając czternaście lat, po ukończeniu szkoły średniej rozpoczął studia w Szkole Sztuk Pięknych przy Uniwersytecie Katolickim w São Paulo. Od 1993 przez dwa lata studiował w Hiszpanii. W 1998 ukończył studia na Pontificia Universidade Católica do Paraná. Od 2002 brał udział w wystawach organizowanych w Brazylii, Argentynie, Hiszpania, Francja i Stany Zjednoczone. Od 2004 oficjalnym przedstawicielem Rafaela Langowskiego jest Galeria de Arte Zilda Fraletti. W 2007 kontynuował naukę nowych technik malarskich w Szkole Sztuk Pięknych Taller do Prado w Madrycie. W 2008 i 2009 twórczość Rafaela Langowskiego była wystawiana w Londynie i Paryżu.
Obecnie posiada własne atelier w Bombinhas w stanie Santa Catarina.